# Tydzień Trybunalski
Tydzień Trybunalski – lokalny tygodnik ukazujący się od 6 marca 1997 roku co środę (do końca 2011 w czwartki) na terenie Piotrkowa Trybunalskiego. Wydawcą od początku jest Tomasz Stachaczyk. Gazeta posiadała dawniej bogate archiwum wiadomości w swoim serwisie internetowym.